# Hugo Bueno
Hugo Bueno López (Vigo, Galicia, 18 de septiembre de 2002) es un futbolista español. Juega de defensa y su equipo es el Wolverhampton Wanderers F. C. de la Premier League.

## Trayectoria
En 2019 entró a las inferiores del Wolverhampton Wanderers proveniente del C. D. Areosa. Debutó con el primer equipo, y en la Premier League, el 15 de octubre de 2022 en la victoria por la mínima sobre el Nottingham Forest. En total fueron 48 los encuentros que disputó antes de ser cedido en agosto de 2024 al Feyenoord.

## Clubes
| Club                          | País         | Año           |
| ----------------------------- | ------------ | ------------- |
| Wolverhampton Wanderers F. C. | Inglaterra   | 2020-presente |
| Feyenoord (cedido)            | Países Bajos | 2024-2025     |

## Vida personal
Es hermano gemelo de Guille Bueno, quien también es futbolista.